# Trung tâm Thương mại Thế giới Sáu
Trung tâm Thương mại Thế giới 6 (Six World Trade Center) là một tòa nhà tám tầng ở Lower Manhattan ở thành phố New York. Nó mở cửa vào năm 1973 và là tòa nhà trong khu phức hợp Trung tâm Thương mại Thế giới có ít câu chuyện nhất. Tòa nhà đóng vai trò là Nhà Hải quan Hoa Kỳ cho New York. Nó đã bị phá hủy vào năm 2001 do sự sụp đổ của Tháp Bắc trong cuộc tấn công ngày 11 tháng 9; nó không được thiết lập để được thay thế như là một phần của Trung tâm Thương mại Thế giới mới.